# راینر کونکل
راینر کونکل (انگلیسی: Rainer Künkel؛ زادهٔ ۹ آوریل ۱۹۵۰) بازیکن فوتبال اهل آلمان است.
از باشگاه‌هایی که در آن بازی کرده‌است می‌توان به باشگاه فوتبال دارمشتات ۹۸، باشگاه فوتبال بایرن مونیخ، و باشگاه فوتبال زاربروکن اشاره کرد.